# 香港巨蛋音樂節
香港巨蛋音樂節，為一項於2013年和2014年連續兩年7月1日香港特別行政區成立紀念日在香港九龍舊啟德機場跑道舉行的音樂節。雖然在2015年7月1日前亦曾有此演唱會要舉辦的消息，但在當日並沒有資料顯示此演唱會有被舉辦。

## 歷屆

### 2013年
2013年第一屆音樂節的演出者包括香港音樂組合Mr.和RubberBand，以及一些韓國藝人，包括寶兒。由於活動日期備受政治人士質疑，有反對者呼籲參演團體退出。是此演出原訂歷時4小時，不過受到強烈熱帶風暴溫比亞影響而提早完結。

### 2014年
2014年第二屆音樂節的所有參演者均來自韓國SM娛樂公司，包括寶兒。有觀眾於音樂節舉辦前十數日在場地外露營而引發香港社會討論。

## 爭議
由於香港巨蛋音樂節的舉行日期和七一大遊行同日，加上贊助者身分等原因，因而被部份人質疑此音樂節乃官方為「維穩」的目的而舉辦。
在兩屆音樂節中都因為天氣及安排等原因而導致部分觀眾不適。